# Эмполи
Эмполи (итал. Empoli) — коммуна в Италии, расположена в области Тоскана, подчиняется административному центру Флоренция.
Население составляет 49 823 человека (2022 г.), плотность населения составляет 752 чел./км². Занимает площадь 62 км². Почтовый индекс — 50053. Телефонный код — 0571.
Покровителем коммуны почитается святой апостол Андрей, празднование 30 ноября.
Рядом располагается Пьяццанская астрономическая обсерватория. 
В городе базируется футбольный клуб «Эмполи».

## Демография
Динамика населения:

## Администрация коммуны
- Официальный сайт: http://www.comune.empoli.fi.it/